# Demografía de Egipto
En Egipto existen tensiones de tipo religioso, especialmente con la minoría cristiana copta, que se queja de ser discriminada por su religión y que ha sido motivo de varias protestas en los últimos años. Asimismo, en Egipto existen reportes comprobados de persecución por motivos políticos, religiosos, de orientación sexual, identidad de género y hasta incluso por gustos musicales o por la forma de vestir.

## Población

### Población actual
112 716 600 habitantes (2023 est.)

## Perfil demográfico
Egipto es el país más poblado del mundo árabe y el tercero de África, por detrás de Nigeria y Etiopía. La mayor parte del país es desierto, por lo que cerca del 95% de la población se concentra en una estrecha franja de tierra fértil a lo largo del río Nilo, que representa solo un 5% de la superficie terrestre de Egipto. El rápido crecimiento de la población egipcia —un 46% entre 1994 y 2014— pone a prueba los limitados recursos naturales, el empleo, la vivienda, el saneamiento, la educación y la atención sanitaria.
Aunque la tasa total de fecundidad (TGF) del país se redujo de aproximadamente 5,5 hijos por mujer en 1980 a poco más de 3 a finales de la década de 1990, en gran parte como resultado de los programas de planificación familiar patrocinados por el Estado, la tasa de crecimiento de la población se redujo más modestamente debido a la disminución de las tasas de mortalidad y al aumento de la esperanza de vida. Durante la última década, el descenso de la TGF en Egipto se estancó durante varios años y luego se invirtió, llegando a 3,6 en 2011, y se ha estancado en los últimos años. El uso de anticonceptivos se ha mantenido estable en torno al 60%, mientras que las preferencias por las familias numerosas y el matrimonio precoz pueden haberse reforzado a raíz de los cambios de gobierno de 2011. La gran cohorte de mujeres en edad fértil o próxima a ella mantendrá un elevado crecimiento de la población en el futuro inmediato (un efecto denominado impulso demográfico).
Sin embargo, los gobiernos posteriores a Mubarak no han hecho de la contención del crecimiento demográfico una prioridad. Para aumentar el uso de anticonceptivos y evitar una mayor superpoblación será necesario un mayor compromiso gubernamental y un cambio social sustancial, que incluya el fomento de familias más pequeñas y una mejor educación y capacitación de las mujeres. En la actualidad, las tasas de alfabetización, educación y participación en la fuerza de trabajo son mucho más bajas para las mujeres que para los hombres. Además, la prevalencia de la violencia contra las mujeres, la falta de representación política femenina y la perpetuación de la práctica casi universal de la mutilación genital femenina siguen impidiendo que las mujeres desempeñen un papel más importante en la esfera pública de Egipto.
La presión demográfica, la pobreza, la elevada tasa de desempleo y la fragmentación de las tierras heredadas han motivado históricamente a los egipcios, sobre todo a los hombres jóvenes, a emigrar internamente desde las zonas rurales y urbanas más pequeñas de la región del Delta del Nilo y el sur rural más pobre hacia El Cairo, Alejandría y otros centros urbanos del norte, mientras que un número mucho menor emigró a las zonas del Mar Rojo y el Sinaí. La guerra árabe-israelí de 1967 y las inundaciones provocadas por la finalización de la presa de Asuán en 1970 también provocaron oleadas de migración interna forzada. Un número limitado de estudiantes y profesionales emigraron temporalmente antes de principios de la década de 1970, con la migración laboral. Al mismo tiempo, los elevados ingresos del petróleo permitieron a Arabia Saudí, Irak y otros Estados del Golfo, así como a Libia y Jordania, financiar proyectos de desarrollo, creando una demanda de mano de obra no cualificada (principalmente en la construcción), que atrajo a decenas de miles de jóvenes egipcios.
Sólo entre 1970 y 1974, los emigrantes egipcios en los países del Golfo aumentaron de aproximadamente 70.000 a 370.000. Las autoridades egipcias fomentaron la migración laboral legal tanto para aliviar el desempleo como para generar ingresos por remesas (las remesas siguen siendo una de las mayores fuentes de divisas y PIB de Egipto). Sin embargo, a mediados de la década de 1980, los bajos precios del petróleo resultantes de la guerra entre Irán e Irak, la disminución de la demanda de mano de obra poco cualificada, la competencia de los trabajadores sudasiáticos, menos costosos, y los esfuerzos por sustituir a los trabajadores extranjeros por los locales redujeron considerablemente la migración egipcia a los Estados del Golfo. El número de emigrantes egipcios descendió de un máximo de casi 3,3 millones en 1983 a unos 2,2 millones a principios de la década de 1990, pero las cifras se recuperaron gradualmente.
En la década de 2000, Egipto comenzó a facilitar más la migración laboral a través de acuerdos bilaterales, sobre todo con los países árabes e Italia, pero también aumentó la migración ilegal a Europa a través de los visados vencidos o el contrabando marítimo de personas vía Libia. El Gobierno egipcio calculó que en 2009 había 6,5 millones de emigrantes egipcios, de los cuales aproximadamente el 75% eran emigrantes temporales en otros países árabes (Libia, Arabia Saudí, Jordania, Kuwait y Emiratos Árabes Unidos) y el 25% eran emigrantes predominantemente permanentes en Occidente (Estados Unidos, Reino Unido, Italia, Francia y Canadá).
Durante la década de 2000, Egipto se convirtió en un país de tránsito y destino cada vez más importante para los migrantes económicos y los solicitantes de asilo, entre ellos palestinos, africanos orientales y sudasiáticos y, más recientemente, iraquíes y sirios. Egipto atrae a muchos refugiados debido a sus programas de reasentamiento con Occidente; El Cairo tiene una de las mayores poblaciones de refugiados urbanos del mundo. Muchos inmigrantes de África Oriental están internados o viven en campamentos temporales a lo largo de la frontera entre Egipto e Israel, y algunos han sido abatidos por los guardias fronterizos egipcios.

## Evolución demográfica

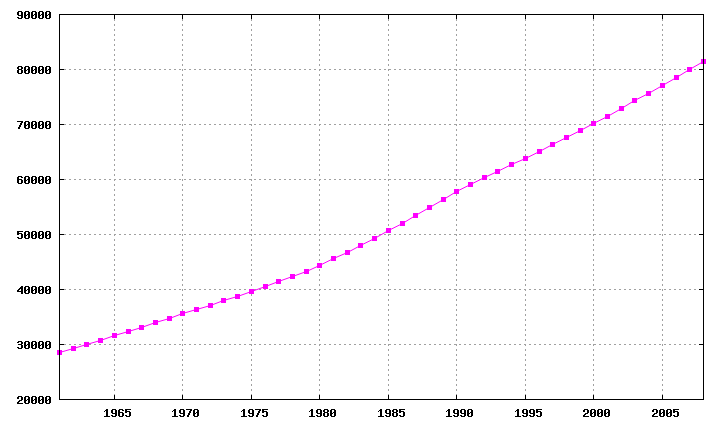
Población egipcia

- En tiempos del Imperio antiguo la población de Egipto era de un millón de personas.
- En tiempos de Ramsés II la población del país era de 1,5 a 2 millones de personas.
- En tiempos del dominio persa creció a los 3 a 4 millones.
- En tiempos de la dinastía ptolemaica era de 5 a 6 millones.
- Al momento de la conquista Romana de Augusto era de 7 millones y durante el dominio romano pudo llegar hasta los 10 millones.
- Al momento de la conquista árabe la población había caído a 8 millones, sobre todo la población urbana.
- Al momento de la conquista del Imperio otomano tras varios siglos de continuas guerras e invasiones la población había caído a 4 millones.
- A inicios del siglo XVIII la población era de 2,5 millones.
- Cuando la Napoleón I la población era de 3,5 millones producto de las constantes guerras entre otomanos y mamelucos.
- En 1800 eran casi 4 millones de egipcios.
- En 1853 eran 5 millones continuo creciendo y en 1867 eran 6 millones.
- En 1882 eran casi 8 millones, en 1900 llegaron a 10 millones.
- En 1907 (censo) eran 11,3 millones.
- En 1917 (censo) eran 12,7 millones.
- En 1921 (censo) eran 13,4 millones.
- En 1927 (censo) eran 14,2 millones.
- En 1937 (censo) eran 15,9 millones.
- En 1947 (censo) eran 18,9 millones.
- En 1966 (censo) eran 30 millones.
- En 1976 (censo) eran 36,6 millones.
- En 1986 (censo) eran 48,2 millones.
- En 1996 (censo) eran 59,3 millones.

Población de Egipto (estimación referida a 1 de julio de los respectivos años. Fuente: ONU):
- Año 1950= 20 400 000
- Año 1960= 26 100 000
- Año 1970= 33 300 000
- Año 1980= 43 500 000
- Año 1990= 52 700 000
- Año 2000= 66 200 000
- Año 2010= 80 000 000

## Población urbana
Porcentaje de población urbana sobre población total:
Año 1960 = 2,0 %.
Año 1970 = 42,1 %.
Año 1980 = 44,2 %.
Año 1990 = 44,0 %.
Año 2001 = 42,5 %.
Año 2009 = 47,9 %.
En el país están ubicadas dos de las diez ciudades más pobladas de toda África: El Cairo y Alejandría. La primera constituye además la mayor aglomeración urbana de todo el continente.

## Tasa de natalidad y mortalidad
- Tasa de mortalidad infantil (expresada en fallecimientos durante el primer año de vida / 1.000 nacidos vivos): 1960 = 179; 1970 = 116; 1980 = 73; 1990 = 38; 2000 = 31,5.
- Tasa de fertilidad (en hijos por mujer): 1960= 5,26; 1970 = 5,70; 1990= 4,33; 2000= 3,30.

## Porcentajes de hombres y mujeres
- Al nacimiento: 1,05 hombres/mujeres.
- Todas las edades: 1,02 hombres/mujeres.

## Esperanza de vida
La esperanza de vida del total de la población egipcia es de 71,66 años.
- Hombres: 59,51
- Mujeres: 78,46

## Etnias
- Hamíticos orientales que incluyen egipcios, beduinos y bereberes: 99 %.
- Europeos, entre los cuales destacan los griegos, armenios y principalmente, italianos y franceses: 0,15 %.
- Nubios: 0,85 %.

## Religiones
- Musulmanes, principalmente suníes: 87 %.
- Cristianos coptos: 12 %.
- Cristianos coptos, católicos, ortodoxos, armenios, etc.: 1 %.

## Idiomas
La lengua oficial de Egipto es el árabe egipcio. Los idiomas inglés y francés están muy extendidos en las clases sociales más altas.

## Alfabetismo
Leen y escriben con más de 15 años, el 51,4 % de la población total, siendo:
- Hombres: 63,6 %
- Mujeres: 38,8 %.

Porcentaje aproximado de población alfabetizada sin disgregación por géneros:  
Año 1910 = 7;  
Año 1920 = 9;  
Año 1930 = 14;  
Año 1940 = 15;  
Año 1950 = 20;  
Año 1960 = 23;  
Año 1970 = 33;  
Año 1980 = 39,1;  
Año 1990 = 47;  
Año 2000 = 56,1;  
Año 2003 = 57,6. 
Fuentes: ONU, Informe sobre Desarrollo Mundial; PNUD, Informe Sobre Desarrollo Humano.